# 木塔寺 (西安)

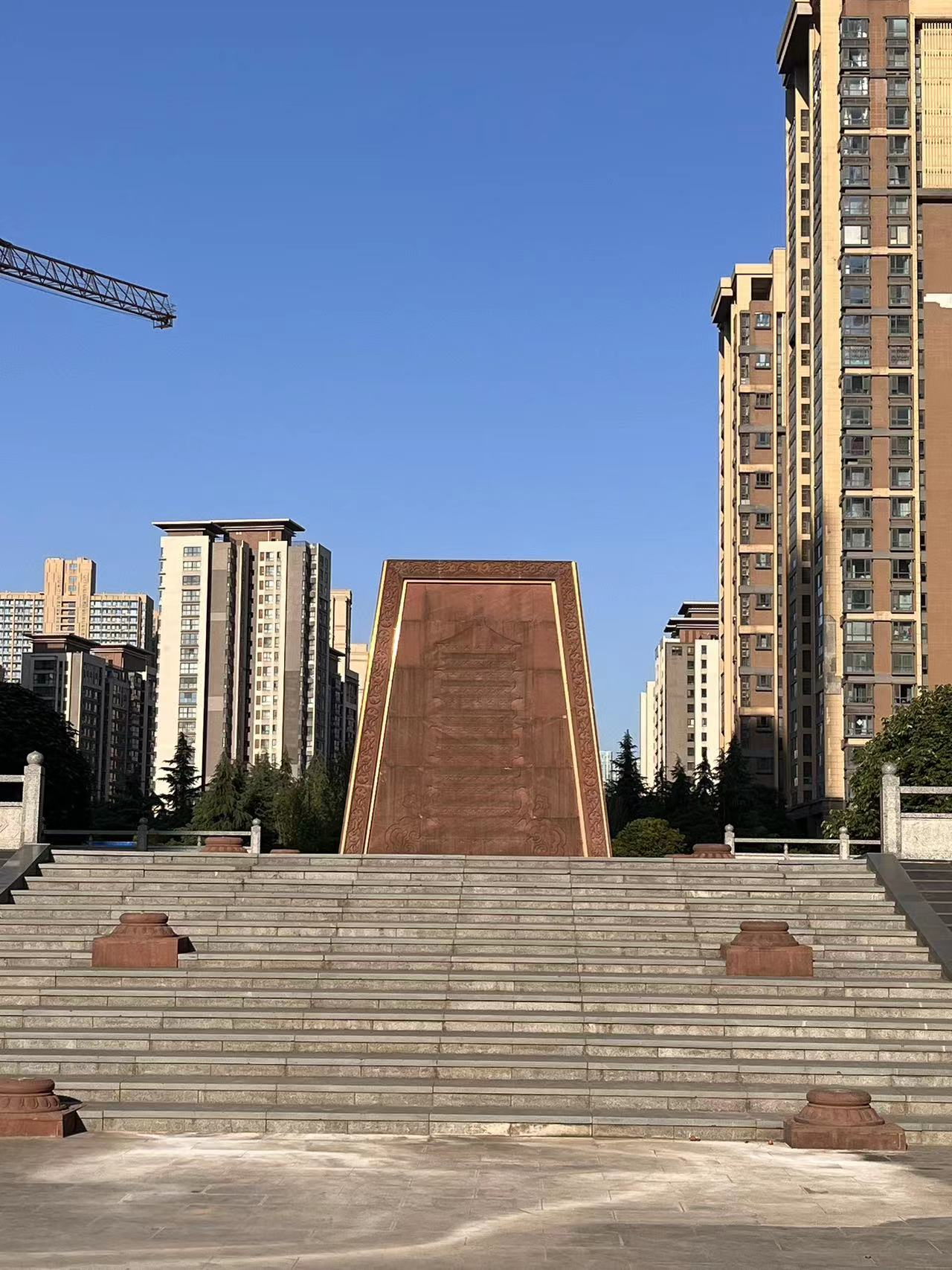
木塔寺公园

木塔寺又称庄严寺，是位于中国陕西省西安市的一座寺庙，位于西安市雁塔区丈八沟乡木塔寨村北。木塔寺始建于隋朝，后经历史战火，多次损毁复建。1955年，寺中僧人被并入大兴善寺，建筑遗存由西安市园林局木塔寺苗圃代管。今在其遗址上建有木塔寺遗址公园。
木塔寺前身是隋仁寿三年（603年）隋文帝为独孤皇后所建的禅定寺。隋文帝曾下令将豫章王杨暕获得的佛牙安奉于此寺中。唐武德元年（618年）改称庄严寺，又因寺内有木塔，俗称木塔寺。会昌五年（845年）七月，唐武宗推行一系列的「毀佛」政策，史稱會昌毀佛，木塔寺為少數被敕令保留的佛寺之一。